# Аргака
Арга̀ка (на гръцки: Αργάκα) е село в Кипър, окръг Пафос. Според статистическата служба на Република Кипър през 2001 г. селото има 793 жители.
Намира се на 7 км североизточно от Полис.